# Luciano Vecchi
Luciano Vecchi (ur. 19 sierpnia 1961 w Rzymie) – włoski polityk, działacz partyjny i samorządowiec, poseł do Parlamentu Europejskiego III i IV kadencji.

## Życiorys
Kształcił się w zakresie rachunkowości i handlu zagranicznego. Do 1989 był działaczem komunistycznej młodzieżówki FGCI, działał również w tym czasie w organizacjach studenckich. Należał do Włoskiej Partii Komunistycznej, a po kolejnych przemianach partyjnych w latach 90. był członkiem Demokratycznej Partii Lewicy i Demokratów Lewicy.
W latach 1989–1999 przez dwie kadencje sprawował mandat eurodeputowanego. Pracował m.in. w Komisji ds. Rozwoju i Współpracy. W latach 2000–2001 był szefem sekretariatu ds. współpracy międzynarodowej w Ministerstwie Spraw Zagranicznych. Od 2002 do 2007 pozostawał etatowym pracownikiem Demokratów Lewicy, odpowiadając za sprawy międzynarodowe. Z tym ugrupowaniem w 2007 współtworzył Partię Demokratyczną, wchodząc w skład jej władz w prowincji Modena. Od 2006 zasiadał w prezydium Partii Europejskich Socjalistów. Od 2010 do 2014 był radnym regionu Emilia-Romania IX kadencji.